# Niels Henrik Abel
Niels Henrik Abel (5. srpna 1802 Nedstrand – 6. dubna 1829 nedaleko Arendalu) byl norský matematik, který významně ovlivnil funkcionální analýzu. Známý je svým důkazem nemožnosti obecného řešení rovnic pátého stupně pomocí vzorců s odmocninami.
Po Abelovi se nazývá řada matematických pojmů, například Abelova grupa, Abelova sumace, Abelovo kritérium.
V roce 2002 po něm byla pojmenována Abelova cena.

## Život

### Raná léta
Niels Henrik Abel se narodil do rodiny norského luterského pastora. Jeho otec měl doktorát z filosofie a teologie. Aktivním pastorem byl i Nielsův děd. Otec byl rovněž politikem, který se stal poslancem parlamentu poté, co se po porážce Napoleona Norsko vymanilo z područí Dánska. Podlehl však alkoholismu a roku 1820 zemřel, což ovlivnilo Nielsův život.
V roce 1815 začal Niels H. Abel studovat katedrální školu v Oslu. V roce 1818 upozornil na svůj talent brilantním řešením problémů, které předložil matematik Bernt Holmboe. Ten si všiml Abelova velkého nadání a vzal si ho do péče. Dával mu různé úkoly a půjčoval mu spisy Eulera a Lagrange. Po otcově smrti ztratila rodina finanční příjem, ale malá státní penze a finanční podpora Holmboem a jeho přáteli umožnila Abelovi nastoupit roku 1821 na univerzitu v Oslo. Profesoři vzhledem k jeho tíživé finanční situaci pro něho pořádali sbírky a poskytovali mu střídavě zaopatření ve svých rodinách. Abel školu dokončil již roku 1822. Jeden z profesorů mu dokonce poskytl větší sumu peněz, aby mohl odjet do Kodaně, kde se setkal například s dánským matematikem Degenem a dalšími, což výrazně pomohlo v rozvoji jeho práce.

### Matematická práce
Po návratu z Dánska začal usilovat o finanční prostředky na cestu do Francie a Německa, kde by se, jak doufal, mohl seznámit s dalšími předními matematiky tehdejší doby a pokračovat ve své práci. Místo toho však získal zdroje, aby mohl zůstat v Oslu, a tak se po následující dva roky učil německy a francouzsky. Mezitím vydal v roce 1824 svou první významnější práci – Mémoire sur les équations algébriques ou on démontre l'impossibilité de la résolution de l'équation générale du cinquième degré (Rozprava o rovnicích, v které je dokázána nemožnost obecného řešení rovnic pátého stupně). Práce byla obtížně srozumitelná, protože se Abel snažil co nejvíce šetřit papírem. Rovnicemi pátého stupně se Abel zabýval již dříve a dokonce si jeden čas myslel, že objevil vzorec pro obecné řešení. Po konzultacích s Degenem, který mu doporučil výsledky důkladněji prověřit, však zjistil, že jeho úvahy byly chybné. Degen Abela taktéž nasměroval k zájmu o eliptické funkce.
Po získání vládního dvouletého stipendia mohl Abel konečně odjet do zahraničí, jak si přál. V Berlíně se seznámil se stavebním inženýrem Augustem Leopoldem Crellem, který začal vydávat svůj vědecký časopis, v jehož 1. svazku (1826) již otiskl Abelovy práce. Po šesti měsících strávených v Berlíně se Abel dostal do Freiburgu, kde dosáhl skvělých výsledků na poli teorie funkcí. Pokračoval přes Prahu a Rakousko na sever Itálie a do Paříže. V Paříži strávil deset měsíců, během nichž se seznámil s předními francouzskými matematiky. Jelikož však jeho práce mezi nimi byla sotva známa a Abel pro svou skromnost sám sebe nepropagoval, finanční problémy, od kterých nikdy neměl pokoj, ho donutily k návratu zpět do Norska.

### Smrt
Během pobytu v Paříži se Abel nakazil tuberkulózou. Na Vánoce roku 1828 jel na saních navštívit svoji snoubenku do Frolandu. Během této cesty se jeho zdravotní stav vážně zhoršil, ale díky dočasnému zlepšení mohli spolu strávit prázdniny. A. L. Crelle se ve stejnou dobu snažil Abelovi najít místo v Berlíně – podařilo se mu zařídit místo na universitě. Abel nikdy v životě neměl zaměstnání. V den, kdy Crelle odesílal z Berlína zprávu o získání profesury, byl Abel již dva dny po smrti.

## Dílo
- Mémoire sur les équations algébriques où on démontre l'impossibilité de la résolution de l'équation générale du cinquième dégré. 1824. 8 s.
- Memoire sur une propriété générale d'une classe trés-etendue de fonctions transcendantés. [Paris: s. n.], 1826. S. 176–264.